# Phare de Stroma
Le phare de Stroma (en gaélique écossais : Ceann Dùnaid) est un phare qui se trouve sur l'île de Stroma (Caithness), située dans le Pentland Firth, détroit séparant l'Écosse de l'archipel des Orcades, dans le comté des Highland au nord de l'Écosse.
Ce phare est géré par le Northern Lighthouse Board (NLB) à Édimbourg,l'organisation de l'aide maritime des côtes de l'Écosse.

## Histoire

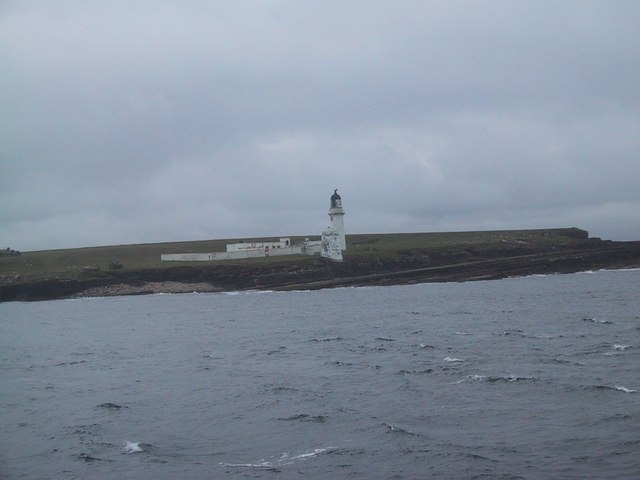
Phare sur l'île Stroma

En 1890, le premier phare a été construit sur la pointe nord Langaton Point de l'île. Il a été opérationnel pendant six ans avant d'être remplacé par la structure actuelle en 1896 à cause d'un incendie des lampes à pétrole. Le carburant était stocké dans des citernes près de la lanterne. Le phare était en autonomie et les lampes étaient rechargées pour les quinze jours par les pêcheurs ou crofters locaux.
Un nouveau phare fut construit en 1896 par les ingénieurs Charles Stevenson et David Stevenson dans le cadre d'un programme de construction dans le nord de l’Écosse. Une corne de brume fut installée l'année suivante.
La station se compose d'une tour ronde en pierre peinte en blanc de 23 mètres de hauteur, à 32 mètres au-dessus du niveau de la mer, de différents bâtiments techniques et maisons de gardiens.
La nouvelle lumière a été alimentée par des lampes à paraffine moins dangereuses que les premières. Le magasin à huile a été installé dans le phare, mettant fin à la nécessité d'un bâtiment séparé. Le phare a subi un mitraillage d'un avion allemand le 22 février 1941. Il a peu de dégâts et aucune victime ; les gardiens furent en mesure de faire face aux réparations.
Jusqu'en 1961, le phare a été administré avec une équipe de gardiens et leurs familles, tant les seuls résidants sur l'île. En 1972, le feu fut équipé d'une lampe électrique de forte puissance lumineuse (1.100.000
bougies). Une piste d'hélicoptère a été installé pour permettre un meilleur approvisionnement du phare et du personnel. En 1997, la station est devenue entièrement automatique, en utilisant une lampe aux halogénures métalliques de 250 watts qui tourne sur elle-même. Un système de lentille Sule Skerry a été utilisé. L'ancienne corne de brume à air comprimé a été retiré et remplacé par une corne électrique installée sur la galerie du phare. L'alimentation électrique qui était donnée par des générateurs a été remplacée par des batteries rechargées à intervalles réguliers.
Identifiant : ARLHS : SCO-228 - Amirauté : A3568 - NGA : 3032.

### Liens connexes
- Liste des phares en Écosse
- Île Stroma